# الباردو پر سان مارکو
الباردو پر سان مارکو (به ایتالیایی: Albaredo per San Marco) یک سکونتگاه مسکونی در ایتالیا است که در استان سوندریو واقع شده‌است.

## خصوصیات
الباردو پر سان مارکو ۱۸٫۲ کیلومترمربع مساحت و ۴۰۰ نفر جمعیت دارد و ۹۵۰ متر بالاتر از سطح دریا واقع شده‌است.